# Jacques D'Hondt
Jacques D'Hondt (Tours, 17 aprile 1920 – VIII arrondissement di Parigi, 10 febbraio 2012) è stato un filosofo e partigiano francese.
Fu autore di numerose pubblicazioni sulla biografia e filosofia di Hegel.

## Biografia
Giovane insegnante a Chinon, durante la Seconda guerra mondiale simpatizzò per il comunismo e divenne membro del movimento della Resistenza Combat.
Ex allievo di Jean Hyppolite e Paul Ricœur, professore emerito di filosofia all'Università di Poitiers, nel 1970 Jacques D'Hondt fondò nella stessa città il Centro di ricerca e documentazione su Hegel e Marx (CRDHM), che diresse nei cinque anni successivi.
Membro del comitato direttivo della Hegel-Vereinigung, presiedette la Società francese di filosofia dal 1981 al 1991 e l'Associazione delle società filosofiche di lingua francese (ASPLF) dal 1988 al 1996.
È attraverso il suo lavoro su Hegel (Hegel philosophe de l'histoire vivante, Hegel filosofo della storia vivente, nel 1966; Hegel secret. Recherches sur les sources cachées de la pensée de Hegel, Hegel segreto. Ricerca sulle fonti nascoste del pensiero di Hegel, del 1968; Hegel en son temps, Hegel ai suoi tempi, pubblicato nel 1968) che Jacques D'Hondt acquisì la notorietà internazionale ripristinando un volto storico che rendeva giustizia al filosofo tedesco, pur facendo luce sui processi che diedero vita alle "leggende nere" a lui attribuite. Questa ricerca estremamente rigorosa culminò in una sobria biografia (Hegel. Biographie) data alle stampe nel 1998.
D'Hondt prese parte al riconoscimento filosofico di Diderot e dei pensatori materialisti dell'Illuminismo, fu un eminente lettore di Marx (risoluto antagonista delle posizioni filosofiche di Althusser) e interprete dei rapporti di Marx con Hegel (la raccolta De Hegel à Marx, Da Hegel a Marx , pubblicata nel 1972, raccoglie solo una piccola parte dei suoi contributi sulla questione). In L'Idéologie de la rupture (del 1978) fu critico nei confronti dei suoi contemporanei, così come anche in molte sue pubblicazioni ancora oggi disperse.
Si spense il 10 febbraio 2012 nell'VIII arrondissement di Parigi..

## Opere
- L'idéologie de la rupture (Philosophie d'aujourd'hui), Parigi, PUF, 1978
- La Révolution française entre Lumières et Romantisme, Jacques d’Hondt, Simone Goyard-Fabre , Centro di Filosofia Politica e Giuridica dell'Università di Caen, 1989.

Opere su Hegel
- Hegel, philosophe de l'histoire vivante, Paris, PUF, serie Epiméthée, 1966.
- Hegel secret : recherches sur les sources cachées de la pensée de Hegel, Parigi, PUF, serie Epiméthée, 1968.
- Hegel en son temps, Parigi, Éditions Sociales, 1968; ristampato da Éditions Delga, 2011.
- Hegel et la pensée moderne : séminaire sur Hegel dirigé par Jean Hyppolite au Collège de France (1967-1968); (testi pubblicati sotto la direzione di Jacques d'Hondt), Pargis, PUF, serie Epiméthée, 1970.
- De Hegel à Marx, PUF, serie « Bibliothèque de Philosophie contemporaine », 1972.
- Hegel et l'hégélianisme, Paris, PUF, serie « Que sais-je? », 1982.
- Hegel : le philosophe du débat et du combat, Parigi, Libraire générale française, serie « Le livre de poche. Textes et débats », 1984.
- Hegel : Biographie, Paris, Calmann-Lévy, serie « La vie des philosophes », 1998==Note==